# Rio Gurgui
O Rio Gurgui é um rio da Romênia, afluente do Bistriţa, localizado no distrito de Vâlcea.